# Anoectangium rhaphidostegium
Anoectangium rhaphidostegium là một loài Rêu trong họ Pottiaceae. Loài này được Müll. Hal. ex Besch. mô tả khoa học đầu tiên năm 1880.